# Großsteingrab Schabow
Das Großsteingrab Schabow ist eine megalithische Grabanlage der jungsteinzeitlichen Trichterbecherkultur bei Schabow, einem Ortsteil von Lindholz im Landkreis Vorpommern-Rügen (Mecklenburg-Vorpommern).

## Lage
Das Grab liegt etwa 2,5 km südlich von Schabow und 350 m nördlich der A 20 nahe an einem Feldweg in einer Bauminsel auf einem Feld. 2,7 km östlich befindet sich das Großsteingrab Cholerafriedhof, 2,3 km südwestlich befinden sich die Großsteingräber bei Alt Stassow, 2,9 km südsüdwestlich die Großsteingräber bei Nustrow und 3,1 km nordwestlich die Großsteingräber bei Liepen.

## Beschreibung
Es ist noch ein länglicher, nordost-südwestlich orientierter Hügel erhalten. Auf ihm liegen noch einige große Steine, die keine Rückschlüsse auf das ursprüngliche Aussehen der Anlage zulassen.